# Лінчевський Олександр Володимирович
Олександр Володимирович Лінчевський (нар. 25 жовтня 1975) — торакальний хірург, кандидат медичних наук, заступник міністра охорони здоров'я України в 2016—2019 рр., перший заступник генерального директора Універсальної клініки «Оберіг». У МОЗ Олександр Лінчевський відповідав за реформу медичної освіти, роботу Директорату медичних послуг і реформу екстреної медичної допомоги.

## Професійна діяльність
З 1999 по 2016 рік — торакальний хірург, хірург відділення політравми Київської клінічної лікарні № 17.
У 2013—2014 роках допомагав активістам Революції Гідності як лікар-хірург Київської міської клінічної лікарні № 17.
У 2014—2016 роках був медичним директором громадського об'єднання «Захист Патріотів»; займався розвитком тактичної медицини в Україні; організацією курсів бійця-рятувальника, «Медик військ спеціального призначення»; забезпеченням військових покращеними індивідуальними аптечками.
У 2016 році нагороджений президентом України орденом «За мужність». Має відзнаку Президента України «За участь в антитерористичній операції». Пластун, нагороджений Бронзовим хрестом «За геройський чин». Це відзначення отримав за порятунок життя активістам Майдану як хірург 17 лікарні міста Києва. Він створив у лікарні систему взаємодії з волонтерами — у результаті всі постраждалі, які потрапляли у лікарню, вчасно отримували необхідну кваліфіковану медичну допомогу.
У 2016 році Лінчевський приєднався до команди в. о. Міністра охорони здоров'я Уляни Супрун. У Міністерстві Олександр відповідав передусім за медичну освіту та професійний розвиток лікарів. На його думку, основний виклик для сучасної української медицини — це підвищення рівня кваліфікації медиків.
У МОЗ командою Лінчевського була впроваджена система безперервного професійного розвитку, яка змінила застарілі неефективні та бюрократичні підходи до навчання. Тепер лікарі займаються своїм професійним удосконаленням постійно, кожного року накопичуючи необхідну кількість балів. Медики отримали можливість самостійно обирати заходи БПР, які справді необхідні їм у практичній роботі.
Завдяки зусиллям Лінчевського було затверджено Стратегію розвитку медичної освіти, підвищені вимоги до абітурієнтів медичних університетів та лікарів-інтернів. Також було впроваджено єдиний державний кваліфікаційний іспит з міжнародним іспитом з основ медицини для студентів-медиків.
З ініціативи Олександра в Україні вперше на рівні держави принципи доказової медицини були визнані абсолютним пріоритетом — було дозволено використовувати нові клінічні протоколи лікування: заклад охорони здоров'я має право затверджувати власним наказом і використовувати протоколи лікування розвинутих країн світу. 28 квітня 2017 набув чинності наказ МОЗ України № 1422 від 29 грудня 2016 року.
Також Лінчевський започаткував урядову програму розбудови мережі кардіоцентрів та безоплатного стентування при гострому інфаркті міокарда.
З 2019 року — перший заступник генерального директора клініки «Оберіг».

## Життєпис, освіта
Народився Олександр Лінчевський 25 жовтня 1975 року у місті Києві.
- з 1990 до 1993 рр. навчався в Київському медичному училищі № 4.
- З 1993 до 1999 рр. проходив навчання в Національному медичному університеті ім. О. О. Богомольця за спеціальністю «Лікувальна справа».
- З 1999 до 2001 рр. проходив навчання в інтернатурі з хірургії в Національній медичній академії післядипломної освіти ім. П. Л. Шупика.
- З 1999 до 2001 рр. — центр по наданню невідкладної допомоги хворим із гострими шлунково-кишковими кровотечами, Київська клінічна лікарня № 12.
- У 2002 році проходив практикум з загальної, невідкладної та торакальної хірургії (Ле Ман, Франція).
- У 2007 році проходив курс легеневої хірургії рівень 1, Європейська школа кардіоторакальної хірургії (Бергамо, Італія).
- Тренінг з онкології, Laboratoires Perouse (Париж, Франція). Семінар європейської спілки кардіо-торакальної хірургії (Прага, Чехія). Зальцбурзький семінар травми та невідкладної хірургії (Зальцбург, Австрія).
- У 2008 році проходив курс легеневої хірургії рівень 2, Європейська школа кардіоторакальної хірургії (Бергамо, Італія).
- У 2009 році брав участь у Європейській навчальній конференції легеневої онкології (Лугано, Швейцарія).
- Європейська школа торакальної хірургії (теор. і практ. курс) (Туреччина, Франція).

- Практика від Європейської спілки торакальних хірургів «Hopital Nord» (Марсель, Франція).
- У 2012 році навчався у Європейській школі торакальної хірургії, (практичний курс) (Еланкур, Франція).
- Зальцбурзький семінар травми та невідкладної хірургії (Зальцбург, Австрія).
- У 2013 році проходив курс з відеоторакоскопії (VATS), IRCAD (Страсбург, Франція).
- У 2014 році проходив курс розширеної підтримки життя при травм (ATLS) (Брайтон, Велика Британія).
- Курс бійця-рятувальника (CLS) курс Інструктора (Київ, Україна).
- У 2015 році проходив Міжнародний курс бійця-рятувальника (ICLS) (Вісбаден, Німеччина).
- Курс для хірургічних команд сил спеціальних операцій НАТО (Монс, Бельгія).
- Вправа з розгортання польового шпиталю (212CSH) (Рамштайн, Німеччина).
- У 2016 році проходив практичний семінар з малоінвазивної торакальної хірургії (Відень. Австрія)[17].
- 2019 рік — WADEM Congress, Брисбен, Австралія, 20th European Congress of Trauma and Emergency Surgery, Прага, Чехія.
- 2019 рік — WFME Світова конференція з медичної освіти, Сеул, Південна Корея.

Член Європейської Спілки торакальних хірургів (ESTS), Європейської спілки хірургів травми та невідкладної допомоги (ESTES).

## Сім'я
Має синів Тараса та Григорія.